# Rockaway Beach (Missouri)
Rockaway Beach è un comune degli Stati Uniti d'America, situato nello Stato del Missouri, nella contea di Taney.